# Ju-Jitsu ai Giochi mondiali 2022 - Sistema fighting 48 kg femminile
La gara di sistema fighting 48 kg femminile di ju-jitsu ai Giochi mondiali 2022 si è svolta il 15 luglio 2022 a Birmingham.

## Risultati

### Fase preliminare

#### Gruppo A
| Pos | Atleta                    | G | W | L | PF | PA | PD  | Pts |
| --- | ------------------------- | - | - | - | -- | -- | --- | --- |
| 1   | Kanjutha Phattaraboonsorn | 2 | 2 | 0 | 28 | 0  | +28 | 4   |
| 2   | Athanasia Zariopi         | 2 | 1 | 1 | 8  | 14 | −6  | 2   |
| 3   | Katherine Guzman Sanchez  | 2 | 0 | 2 | 0  | 22 | −22 | 0   |

#### Gruppo B
| Pos | Atleta        | G | W | L | PF | PA | PD  | Pts |
| --- | ------------- | - | - | - | -- | -- | --- | --- |
| 1   | Sina Staub    | 2 | 2 | 0 | 24 | 5  | +19 | 4   |
| 2   | Sandra Badie  | 2 | 1 | 1 | 19 | 13 | +6  | 2   |
| 3   | Anna Fuhrmann | 2 | 0 | 2 | 0  | 25 | −25 | 0   |

### Fase finale
|  | Semifinale                | Semifinale                | Semifinale        |                   |                           | Finale                    | Finale            | Finale            |  |
|  |                           |                           |                   |                   |                           |                           |                   |                   |  |
|  | Kanjutha Phattaraboonsorn | Kanjutha Phattaraboonsorn | 11                |                   |                           |                           |                   |                   |  |
|  | Kanjutha Phattaraboonsorn | Kanjutha Phattaraboonsorn | 11                |                   |                           |                           |                   |                   |  |
|  | Sandra Badie              | Sandra Badie              | 7                 |                   |                           |                           |                   |                   |  |
|  | Sandra Badie              | Sandra Badie              | 7                 |                   | Kanjutha Phattaraboonsorn | Kanjutha Phattaraboonsorn | 14                |                   |  |
|  |                           |                           |                   |                   | Kanjutha Phattaraboonsorn | Kanjutha Phattaraboonsorn | 14                |                   |  |
|  |                           |                           | Athanasia Zariopi | Athanasia Zariopi | 0                         |                           |                   |                   |  |
|  | Sina Staub                | Sina Staub                | Athanasia Zariopi | Athanasia Zariopi | 0                         | 0                         |                   |                   |  |
|  | Sina Staub                | Sina Staub                |                   |                   |                           | 0                         |                   |                   |  |
|  | Athanasia Zariopi         | Athanasia Zariopi         | 14                |                   |                           | Finalina 3º posto         | Finalina 3º posto | Finalina 3º posto |  |
|  | Athanasia Zariopi         | Athanasia Zariopi         | 14                |                   |                           |                           |                   |                   |  |
|  |                           |                           |                   |                   |                           |                           |                   |                   |  |
|  |                           |                           |                   |                   |                           | Sandra Badie              | Sandra Badie      | 8                 |  |
|  |                           |                           |                   |                   |                           | Sandra Badie              | Sandra Badie      | 8                 |  |
|  |                           |                           |                   |                   |                           | Sina Staub                | Sina Staub        | 6                 |  |